# 9331 Fannyhensel
9331 Fannyhensel este un asteroid din centura principală de asteroizi.

## Descriere
9331 Fannyhensel este un asteroid din centura principală de asteroizi. A fost descoperit pe 16 august 1990 la Observatorul La Silla de Eric Walter Elst. El prezintă o orbită caracterizată de o semiaxă mare de 2,75 ua, o excentricitate de 0,06 și o înclinație de 4,4° în raport cu ecliptica.